# Säkerhetsklass (kriminalvård)
Säkerhetsklass används inom den svenska kriminalvården för att klassificera myndighetens olika fängelser. De slutna anstalterna delas in i klass 1 och 2 medan de öppna anstalterna bildar den egna gruppen 3.
Klassificeringen hör ihop med riskbedömningar som Kriminalvården gör för alla intagna. Anstalterna i klass 1 utrustas för att klara de mest riskfyllda fångarna, medan andra fångar inte ska behöva sitta säkrare än vad som är nödvändigt.
Det som avgör vilken klassning ett fängelse har är bland annat:
- Förmågan att motstå rymningar
- Förmågan att motstå fritagningsförsök
- Förmågan att hantera ett svårhanterligt klientel

Klassificeringarna är:
- Klass 1: Hög säkerhet, full bevakning och kontroll
- Klass 2: Blandad säkerhet, olika grad av bevakning, vissa med murar
- Klass 3: Saknar direkta rymningshinder

## Anstalter enligt nuvarande säkerhetsklasser
- Klass 1: Kumla, Hall, Saltvik, Hällby, Norrtälje, Tidaholm, Salberga.
- Klass 2: Övriga slutna anstalter.
- Klass 3: Öppna anstalter.

## Anstalter enligt tidigare säkerhetsklassificering
Tidigare säkerhetsklassificering omfattande betydligt fler klasser enligt systemet A-F:
- Klass A: Kumla, Hall, Saltvik.
- Klass B: Hällby, Norrtälje, Salberga, Tidaholm.
- Klass C: Borås, Österåker, Mariefred, Hällby, Kirseberg, Kalmar, Salberga, Saltvik, Fosie, Gävle.
- Klass D: Härnösand,  Skogomekliniken, Fosie stödavdelning, Hinseberg, Ystad, Håga, Umeå.
- Klass E: Beateberg, Brinkeberg, Fosie, Färingsö, Gävle, Halmstad, Haparanda, Högsbo, Johannesberg, Karlskoga, Karlskrona, Kristianstad, Luleå, Mariestad, Nyköping, Roxtuna, Sagsjön, Skogome, Skänninge, Storboda, Täby, Visby, Västervik Centrum, Västervik Norra.
- Klass F (öppna anstalter): Åby, Tillberga, Gruvberget, Ljustadalen, Sörbyn, Viskan, Asptuna, Svartsjö, Tygelsjö, Sagsjön, Rödjan, Smälteryd, Holmängen, Östragård, Kolmården, Skenäs.
- Klass F (öppna avdelningar på i övrigt slutna anstalter): Hinseberg, Gävle, Haparanda, Täby, Beateberg, Helsingborg, Kristianstad, Halmstad, Skogome, Roxtuna.